# آن ريفر
آن ريفر (بالإنجليزية: Anne Revere)‏ من مواليد (25 يونيو عام 1903 - وتوفت في 18 ديسمبر عام 1990)، هي ممثلة مسرحية، وممثلة أفلام، وممثلة تلفزيونية أمريكية، ولدت في نيويورك، توفيت في نيويورك، عن عمر يناهز 87 عاماً، بسبب ذات الرئة.

## التعليم
تعلمت في كلية ويليسلي.

## جوائز وترشيحات
حصلت على جوائز منها:
جوائز
- جائزة الأوسكار لأفضل ممثلة مساعدة، عن عمل: ناشونال فيلفيت
- جائزة توني لأفضل ممثلة بارزة في مسرحية [الإنجليزية]‏ (1960)

ترشيحات
- جائزة الأوسكار لأفضل ممثلة مساعدة، عن عمل: أنشودة بيرناديت (1943)
- جائزة الأوسكار لأفضل ممثلة مساعدة، عن عمل: اتفاقية الشرف (1943)
- جائزة الأوسكار لأفضل ممثلة مساعدة، عن عمل: ناشونال فيلفيت (1943)

ترشحت لـ:
- جائزة الأوسكار لأفضل ممثلة مساعدة، عن عمل: أنشودة بيرناديت (1943)
- جائزة الأوسكار لأفضل ممثلة مساعدة، عن عمل: مخمل قومي
- جائزة الأوسكار لأفضل ممثلة مساعدة، عن عمل: اتفاقية الشرف.

## وصلات خارجية
- آن ريفر على موقع IMDb (الإنجليزية)
- آن ريفر على موقع الموسوعة البريطانية (الإنجليزية)
- آن ريفر على موقع روتن توميتوز (الإنجليزية)
- آن ريفر على موقع ألو سيني (الفرنسية)
- آن ريفر على موقع تيرنر كلاسيك موفيز (الإنجليزية)
- آن ريفر على موقع أول موفي (الإنجليزية)
- آن ريفر على موقع قاعدة بيانات برودواي على الإنترنت (الإنجليزية)
- آن ريفر على موقع قاعدة بيانات الأفلام السويدية (السويدية)
- آن ريفر على موقع إن إن دي بي (الإنجليزية)
- آن ريفر على موقع قاعدة بيانات الفيلم (الإنجليزية)